# Cartulaire de Trinquetaille
Le cartulaire de Trinquetaille est un recueil de chartes datant des XIIe et XIIIe siècles de la commanderie hospitalière Saint-Thomas de Trinquetaille, aujourd'hui disparue et située alors sur la rive droite du grand Rhône en face d’Arles. Le manuscrit original est conservé aux Archives départementales des Bouches-du-Rhône.

## Description
Ce cartulaire est un volume de 41 cm sur 29 cm, formé de onze quaternions (pages pliées en quatre). Il a été probablement écrit au cours de l’année 1212 par les scribes d’un atelier notarial d’Arles. Il est composé de 311 chartes, ainsi que d’un censier échelonnées de 1114 à 1212 avec 223 pièces concernant le XIIe siècle et 88 pièces le XIIIe siècle. 
Bien que fort suspect en termes de neutralité – aucune pièce ne signalant l’Ordre entièrement fautif – , ce cartulaire présente un grand intérêt pour la connaissance de la société et des mentalités arlésiennes, des langues utilisées, du droit et des structures agraires de l’époque.

## Sources
- P.-A. Amargier – Cartulaire de Trinquetaille (texte établi par) – Publications universitaires des lettres & sciences humaines d’Aix-en-Provence, 1972
- Christine Riedmann, « Le cartulaire de Trinquetaille : la vie économique et sociale des Hospitaliers d'Arles à la fin du XIIe siècle », Bulletin des amis du vieil Arles (supplément), no 97,‎ 1997 (lire en ligne [PDF])
- Gérard. Veyssière, Le règlement des conflits d'après le cartulaire de Trinquetaille, coll. « Actes des congrès de la Société des historiens médiévistes de l'enseignement supérieur public / Année   2000 » (no 31), 2000 (présentation en ligne)